# Hemihydrát síranu vápenatého

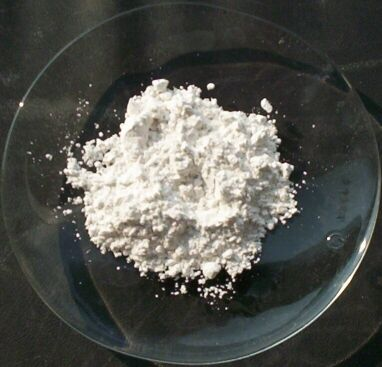
prášková sádra

Hemihydrát síranu vápenatého CaSO4 · ½ H2O je za běžných podmínek pevná mikrokrystalická látka bílé barvy. Nejznámější formou jejího výskytu je sádra, uměle vyráběný materiál širokého použití. V přírodě se vyskytuje jako minerál bassanit.

## Sádra
Výroba: 2 CaSO4 · 2H2O → 2 CaSO4 · ½ H2O + 3 H2O
Hydratace: 2 CaSO4 · ½ H2O + 3 H2O → 2 CaSO4 · 2H2O
Sádra se vyrábí tepelným rozkladem sádrovce takzvaným vařákovým způsobem při 130–150 °C. Materiálem pro výrobu může být také odpad po odsíření spalin z tepelných elektráren (energetický sádrovec).
Po smíšení s vodou dochází k opětné hydrataci a vzniká zářivě bílá, případně šedá, poměrně pevná a tvrdá hmota s pevností v tlaku 5 MPa za 2 dny a po totálním vysušení za 7 dní 10 MPa. Má všestranné využití ve stavebnictví, při drobných opravách v domácnosti, na instalatérské práce, opravy omítek, při výrobě kopií různých předmětů (zubní lékařství) atd.
V sochařství se sádra užívá jako materiál ke zhotovení negativního odlitku sochy modelované v sochařské hlíně, méně jako materiál pro přímou modelaci, obvykle na kovové kostře. Výsledný pozitivní odlitek buď přiznává bílou barvu sádry nebo se patinuje a barví. Sádrové odlitky se nehodí k trvalému umístění do exteriéru a slouží pouze jako mezistupeň k odlití sochy do bronzu. Štukatérská sádra slouží k odlévání a přípravě štuku a zhotovují se z ní drobné dekorace pro fasády domů.
Pro stavební účely se ze sádry vyrábí sádrokarton a sádrovice, což je sádrová příčka.
Podle podmínek při výrobě sádry a přísad při jejím tuhnutí, které trvá asi 1–2 minuty, lze docílit celé škály výsledných produktů s různou tvrdostí, rychlostí tuhnutí, barvou apod.
Sádra byla známá jako vynikající stavební materiál již Římanům. Přišli na to, že ji lze získat žíháním sádrovce při pouhých 300 °C.
Existují tři základní druhy sádry:
| Druh                     | Počátek tuhnutí za | Doba tuhnutí | změna objemu |
| ------------------------ | ------------------ | ------------ | ------------ |
| 1. A – rychle tuhnoucí   | 2 min              | 15 min       | +1 %         |
| 2. B – normálně tuhnoucí | 6 min              | 30 min       | +1 %         |
| 3. C – pomalu tuhnoucí   | 20 min             | 90 min       | +2 %         |

Pro snížení roztažnosti sádry se využívá vápenná voda, ale roztažnost nelze úplně odstranit. Rychlost tuhnutí také ovlivňuje teplota, kyselost a zásaditost vody.

## Přírodní výskyt
V přírodě se hemihydrát síranu vápenatého vyskytuje jako minerál bassanit, nejčastěji ve formě mikroskopických jehličkovitých průhledných krystalů, takže makroskopicky se jeví jako bílý a má i bílý vryp. Hustota je 2,7 g/cm³. Ve vlhké atmosféře hydratuje na sádrovec.